# Michail Leonidowitsch Starokadomski
Michail Leonidowitsch Starokadomski (russisch Михаил Леонидович Старокадомский, wiss. Transliteration Michail Leonidovič Starokadomskij; * 31. Maijul. / 13. Juni 1901greg. in Brest; † 24. April 1954 in Moskau) war ein russischer Komponist und Organist.
Starokadomski studierte Orgel bei Alexander Goedicke und Komposition bei Nikolai Mjaskowski am Moskauer Konservatorium. Er war dann in Hamburg Orgelschüler von Alfred Sittard und in Leipzig von Karl Straube und Günther Ramin. Ab 1930 wirkte er am Moskauer Konservatorium als Instrumentationslehrer. 
Neben einer Oper und mehreren Operetten komponierte er ein Violin- und ein Orchesterkonzert, ein Konzert für Orgel und Streichorchester, kammermusikalische Werke, ein Oratorium, Schauspiel- und Filmmusiken und Lieder.
Nach seinem Vater ist die Starokadomski-Insel benannt.